# Guiró
Guiró, oficialment i impròpiament Aguiró, és un poble de la Vall Fosca, pertanyent al municipi de la Torre de Cabdella. És un dels tres pobles del Solà, juntament amb Astell i Obeix, i originalment ja formaven part del terme primigeni de la Torre de Cabdella. És al sud-oest de l'antic municipi de la Torre de Cabdella, però en el terme actual del mateix nom queda a la zona central, al costat de ponent. S'hi accedeix per una pista rural asfaltada que surt del quilòmetre 12,5 de la carretera L-503, 1,5 km al nord de Molinos. Aquesta pista, plena de revolts, puja al poble d'Astell en poc més de 2,5 km i continua cap a Obeix i Aguiró. Al cap d'1,6 km. des d'Astell hi ha el trencall cap a Oveix (esquerra) i Aguiró (dreta), on acaba d'arribar en quasi 1,5 km. més.
L'església de Guiró és parroquial, de construcció romànica, i està dedicada a sant Joan Baptista. Prop del poble, a més, a ponent, hi ha l'ermita en ruïnes de la Mare de Déu de les Neus o del Coll. Aquesta parròquia pertany al bisbat de Lleida, pel fet d'haver pertangut, a l'edat mitjana, al bisbat de Roda de Ribagorça. Format part de la unitat pastoral 24 de l'arxiprestat de la Ribagorça, i és regida pel rector del Pont de Suert.
A ponent del poble, en el coll que li dona nom, hi ha la capella de la Mare de Déu del Coll.

## Etimologia
En els documents medievals apareix esmentat com a Idiror, o variants al voltant d'aquest nom (Daydiro, per exemple).
Segons Joan Coromines, l'origen de Guiró és el nom propi germànic Geiro, pronunciat, en la seva evolució amb g oclusiva i no fricativa, com en l'evolució habitual cap al català. Les cites documentals trobades des del segle viii així semblen indicar-ho, ja que s'alternen formes com ara Gai- i Gei- (que cal llegir Guei-). El fet que sigui paraula aguda i, per tant, accentuada, és degut al derivat hipocorístic en -on que es dona sovint en noms germànics.
Els habitants d'Aguiró sempre han dubtat si el nom havia de ser Guiró o Aguiró, possiblement influenciats per la presència de vocal davant del nom del poble, que moltes vegades fa sonar la vocal com si fos la primera síl·laba del nom del poble (per exemple, a Guiró sona igual que A Aguiró). Tanmateix, en ser pronúncia occidental, la resolució de de Guiró, sentida en el mateix poble de boca dels seus naturals, és sempre amb e: mai no sona quelcom que pogués fer suposar que és d'Aguiró.
Segons el Diccionari català-valencià-balear (DCVB) d'A. M. Alcover i F. de B. Moll l'etimologia d'Aguiró és desconeguda. La variant més antiga coneguda del nom Aguiró és Aydiró, que surt en el cens de l'any 1359 (Col. Bof. xii, 76). I és aquesta forma la que la gent del poble i del municipi utilitza de forma generalitzada.

## Història
Aguiró pertanyia als dominis del monestir de Sant Genís de Bellera, i més endavant al monestir de Santa Maria de Lavaix.
Entre 1812 i el febrer del 1847 Aguiró gaudí d'ajuntament propi. Es formà a partir de la promulgació de la Constitució de Cadis i el seu desplegament, i fou suprimit, agregant-lo a la Torre de Cabdella, a causa del límit fixat en la llei municipal del 1845 del mínim de 30 veïns (caps de família) indispensables per a mantenir l'ajuntament propi.
Fins a l'extinció dels senyorius (segle xix), Guiró pertangué al Marquès de la Manresana.
En el Diccionario geográfico... de Pascual Madoz, del 1845, es parla d'Aguiró: situat en una alçada dominada per dues muntanyes, combatuda pels vents de l'oest; el clima és fred, però sa. Tenia 16 cases distribuïdes en dos carrers desiguals i mal formades, i l'església parroquial. El poble contribuïa a pagar l'escola de Viu de Llevata, però no hi anava cap nen, ja que aquell poble és a 8 hores i mitja de camí molt difícil. El terreny és trencat, format per muntanyes molt costerudes. S'hi conreen 400 quarteres, la resta és per a pastures. S'hi produeix sègol, ordi, patates abundants i llegums, a més de molt bones pomes d'hivern. S'hi criaven ovelles, cabres i porcs, i s'hi recrien mules. La caça és de perdius, conills i llebres. Formaven el poble 30 veïns (caps de família) i 75 ànimes (habitants).
En la descripció de Ceferí Rocafort (op. cit.), Aguiró té 28 edificis, amb 58 habitants. Aquesta descripció data de poc abans del 1915.
Guiró tenia 42 habitants el 1981, i el 2005 es mantenia en 39. El 2015 el veïnat havia baixat fins a les 34 persones.

## Festes i tradicions
Guiró és dels pobles que surten esmentats a les conegudes cobles d'en Payrot, fetes per un captaire fill de la Rua a mitjan segles XIX. Deia, en el tros de Aguiró:
| «                | Puja cap a Santa Coloma i no en troba sinó dos, Castellvill i Castellnou Bellanos i Vilancòs. I passa a Oveix i Aguiró la digo, digo, digo, i passa a Oveix i Aguiró i es menja la carn de moltó. | » |
| — Payrot, Cobles | |   |

Jaume Arnella, també dedica un esment a Guiró en el seu Romanço de la Vall Fosca, romanç tradicional de nova creació. Després del fragment dedicat a la Plana de Mont-ros diu:
| «                                         | Astell, Oveix i Aguiró, els tres pobles del Solà, i els tres pobles de la Coma: Paüls, Mont-ros, Pobellà. | » |
| — Jaume Arnella, Romanço de la Vall Fosca | |   |

I el Romanço... continua a la Torre de Cabdella.
| Portals del clos del poble | Portals del clos del poble                  | Portals del clos del poble |
| -------------------------- | ------------------------------------------- | -------------------------- |
| Portal interior del poble  | Antic carrer Major                          | Portal interior del poble  |
| Portal interior del poble  | Antic carrer Major, dins del clos del poble | Portal interior del poble  |

| Portal de ponent | Església de Sant Joan Baptista |
| Portal de ponent | Església de Sant Joan Baptista |